# Kathedrale von Tours

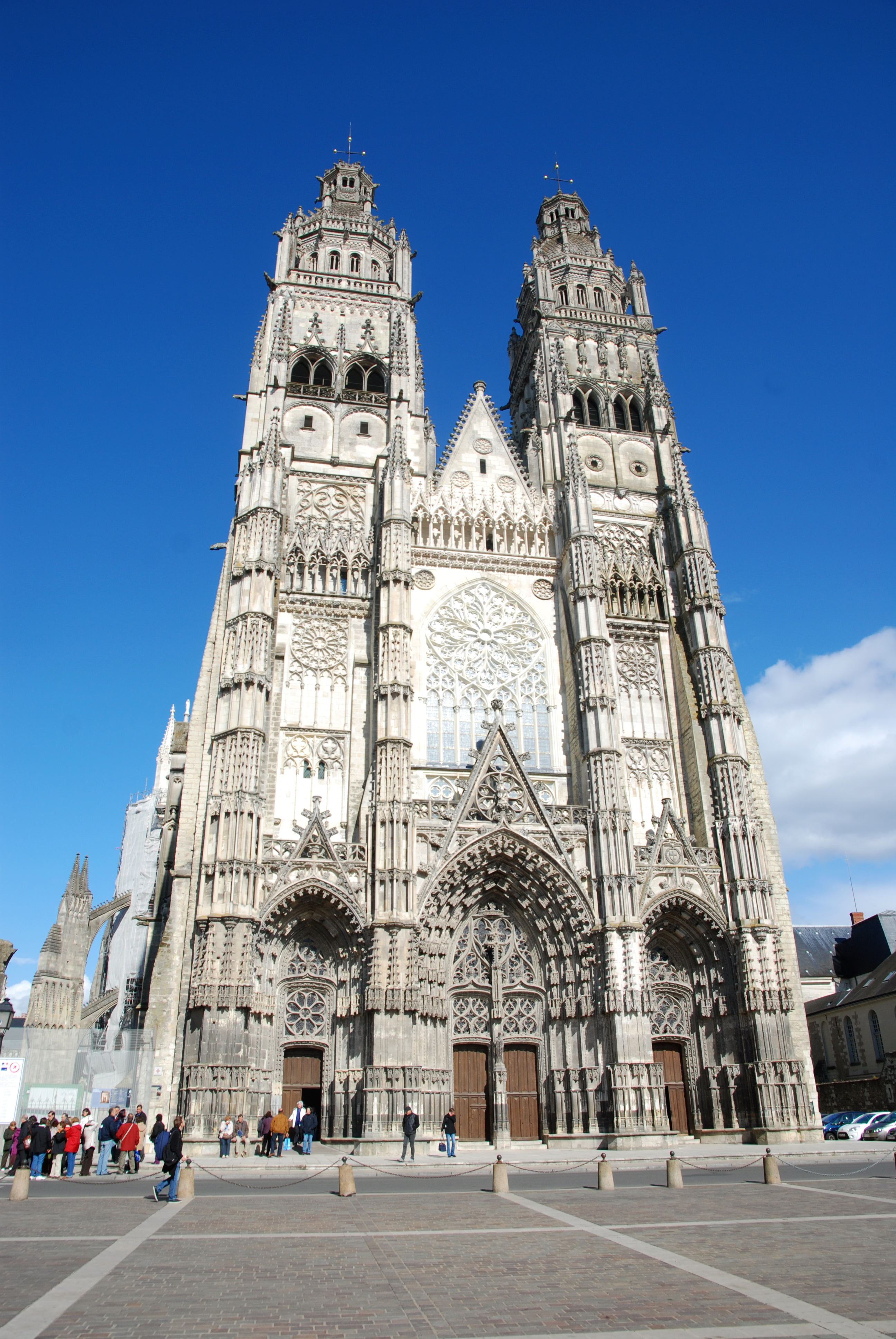
Spätgotische Westfassade mit Renaissancetürmen

Die Kathedrale von Tours ist eine gotische Kirche, die dem heiligen Gatianus geweiht ist, dem ersten Bischof von Tours. Sie ist Sitz des Erzbischofs von Tours.

## Baugeschichte

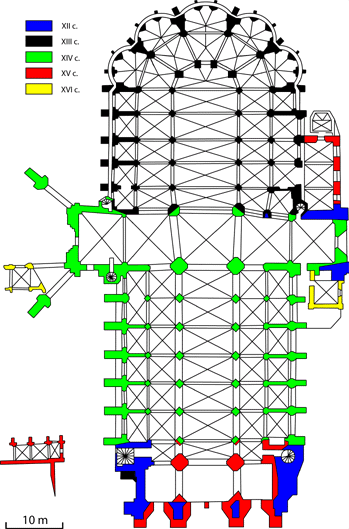
Grundriss der Kathedrale. Die einzelnen Bauabschnitte sind farbig dargestellt: blau (11. Jh.), schwarz (12. Jh.), grün (13. Jh.), rot (14. Jh.) und gelb (15. Jh.).

Eine erste Kirche wurde um 338 gebaut. Spätestens im 6. Jahrhundert brannte sie ab und wurde durch einen neuen prächtigen Bau ersetzt, den Gregor von Tours 590 weihte. Im 11. Jahrhundert bestand eine Domschule, deren bekanntester Lehrer seit etwa 1030 Berengar von Tours war. Der Autor der Cosmographia Bernard Silvestris folgte im 12. Jahrhundert.
Im frühen 12. Jahrhundert entstand eine dritte, romanische Bischofskirche, die aber bereits 1166 ausbrannte. Sie wurde zwar restauriert, die Qualität des Baus und der verwendeten Steine war jedoch so schlecht, dass sie zu Beginn des 13. Jahrhunderts größtenteils abbruchreif war.
So wurde um 1220/1230 mit dem Bau einer neuen Kathedrale begonnen, die über den Vorgängerbauten als Basilika errichtet wurde. Um 1280 wurden der Chor und die Apsis unter der Leitung von Étienne de Mortagne vollendet, doch schon 1267 waren feierlich die Reliquien des heiligen Mauritius und seiner Gefährten in die Kirche übertragen worden. 1465 wurde der Bau eingewölbt. Das Querschiff und die beiden ersten Joche des Langhauses waren von Simon du Mans, die restlichen Joche von Jean de Dammartin errichtet worden. Der Nordturm wurde 1507 fertiggestellt (Inschrift), der Südturm wohl erst 1547. Sie sind etwa 70 Meter hoch. Beide schließen mit einem von vier Eckfialen umgebenen Oktogon mit Renaissancehelmen und Laternen ab. Sie wurden vom Architekten Pierre Valence gestaltet.

## Baubeschreibung
Das Gebäude mit seinen fast 70 Meter hohen Türmen aus dem 16. Jahrhundert wurde auf einer leichten Anhöhe gebaut, um die Kathedrale vor Hochwasser der Loire zu schützen. Aufgrund der langen Bauzeit (Fertigstellung des Chores 1260, des Langhauses um 1440) repräsentiert die Kathedrale sämtliche Entwicklungsstufen der Gotik, dazu in den Freigeschossen den Beginn der Renaissance.

### Außenbau
Am wohl um 1260 fertiggestellten Chor laden die Kapellen des Umgangs zu Vergleichen mit Reims und Magdeburg ein: Wie bei diesen sind die Grundrisse unterhalb der Sohlbänke innen rund (in Tours sogar auch außen), in Höhe der Fenster aber vollständig polygonal. Die Glasflächen sind deutlich größer als in Magdeburg, haben aber im Unterschied zu Reims noch kein Maßwerk.
Die spätgotische Fassade wurde zwischen 1426 und 1488 1547 von den Architekten Jean de Dammartin, Jean Papin und Jean Durand gestaltet und gilt mit ihrem reichen Schmuckwerk, den durchbrochenen Bogenfeldern, blattverzierten Wimpergen und Archivolten mit Bogengehängen sowie zahlreichen Fialen und Nischen als eines der prächtigsten und reichsten Beispiele des Flamboyant-Stils.
Die Freigeschosse der Türme wurden ab dem letzten Viertel des 15. Jahrhunderts errichtet, der Nordturm 1507 fertiggestellt, der Südturm wohl erst vierzig Jahre später. Sie gehören schon der Renaissance an, in deren für französische Kirchenbauten jener Zeit typischen Variante, die konsequent Rundbögen verwendete, aber mit ihren Maßwerkfenstern und Gewölbeformen der Spätgotik noch sehr nahe stand. Die obersten Turmgeschosse greifen weniger auf antike als vielmehr auf romanische Vorbilder zurück, was man in jener Zeit auch andernorts findet.

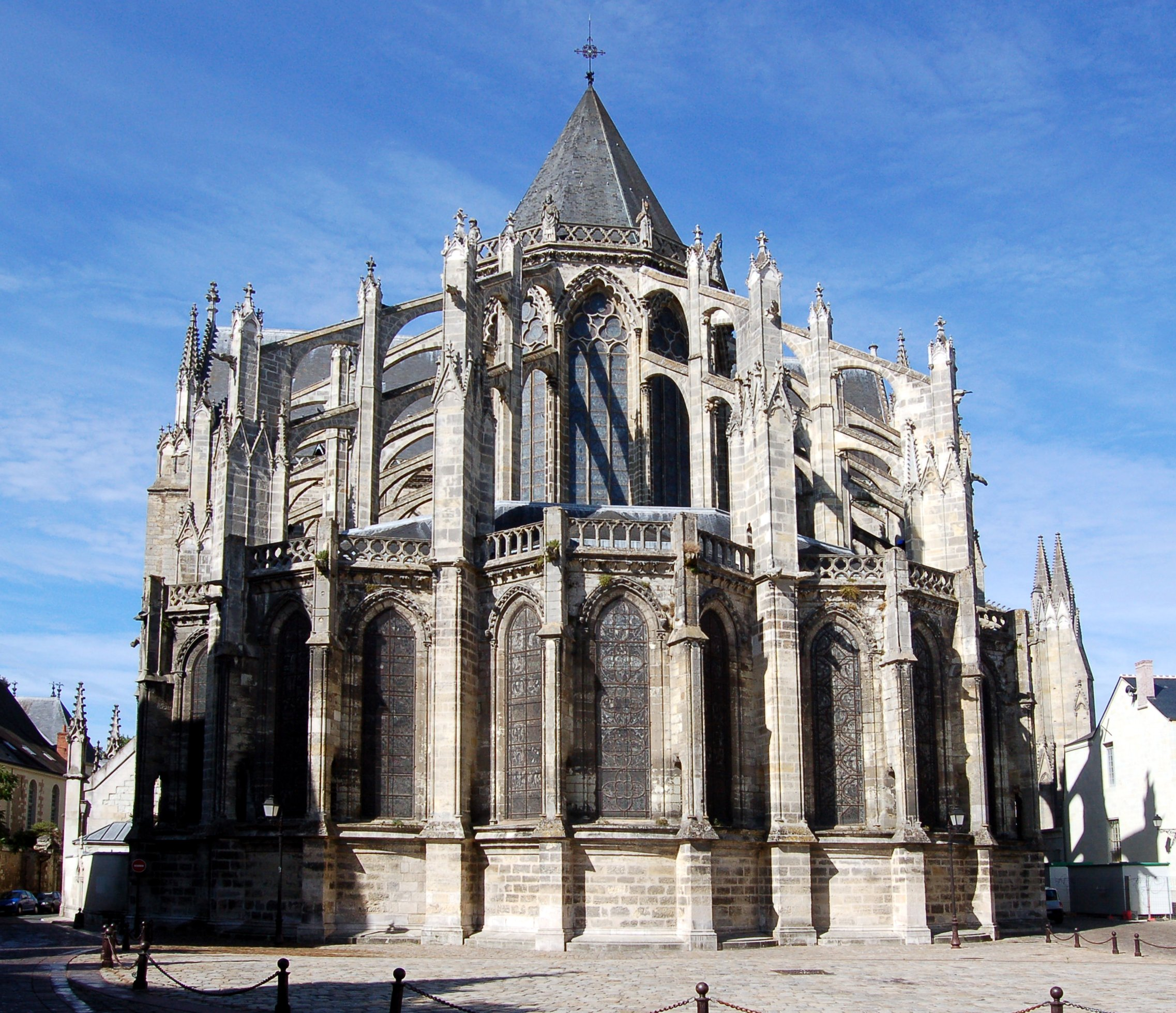
Chor mit Kapellenkranz
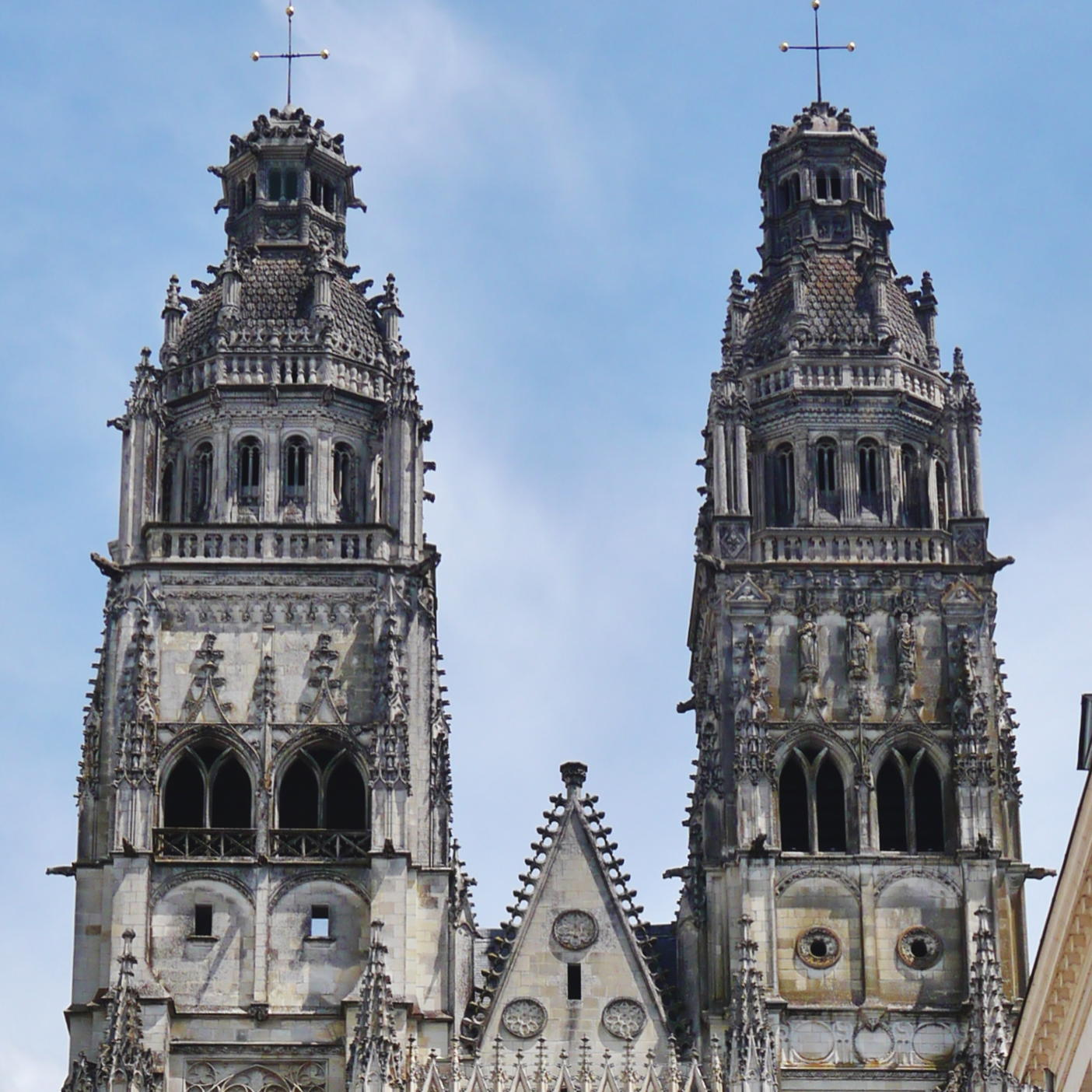
Freigeschosse der Türme

### Kirchenraum
Der Langchor ist mit dem befensterten Triforium und einen wandlosen Obergaden, dessen riesige Glasflächen nur von schlanken Bündelpfeilern und Pfosten und Couronnement des Maßwerks unterbrochen werden, ein lichtdurchflutetes Musterbeispiel der Rayonnantgotik. Der Hochchor wird in 29 m Höhe von kurzen und auffällig breiten querrechteckigen Kreuzgratgewölben überspannt. 
Das Mittelschiff des Langhauses ist deutlich schmaler als der Hochchor, was in Vierung und Querhaus mehrere schiefe Winkel bewirkt. Mehrere Mittelschiffsjoche sind in Längsrichtung durch eine in Längsrichtung geführte Scheitelrippe miteinander verbunden, was sie optisch einer Spitztonne annähert. Zwischen den Fensterlaibungen und den Bündelpfeilern gibt es schmale Wandstreifen.

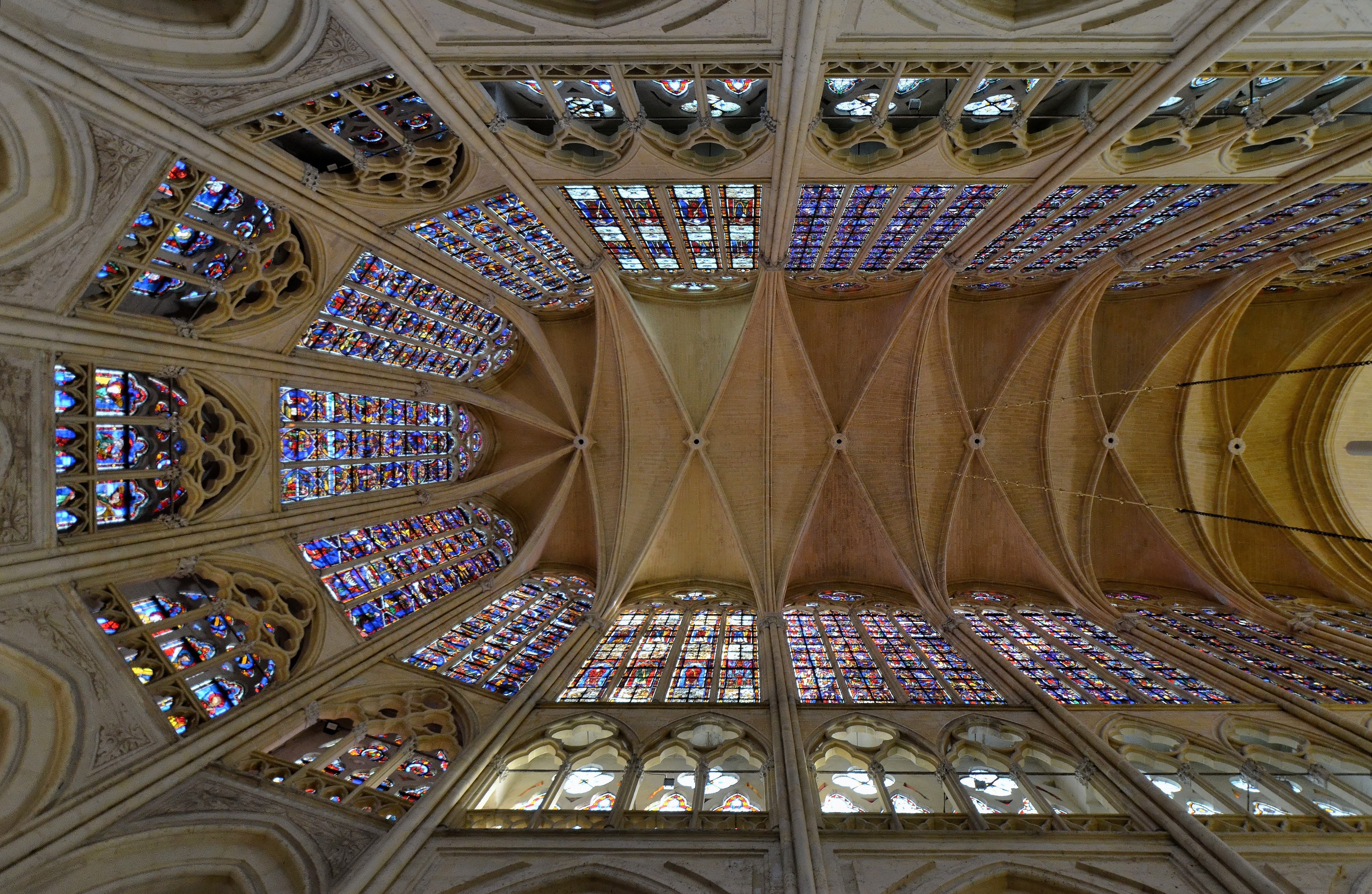
Triforium und Obergaden des Chors
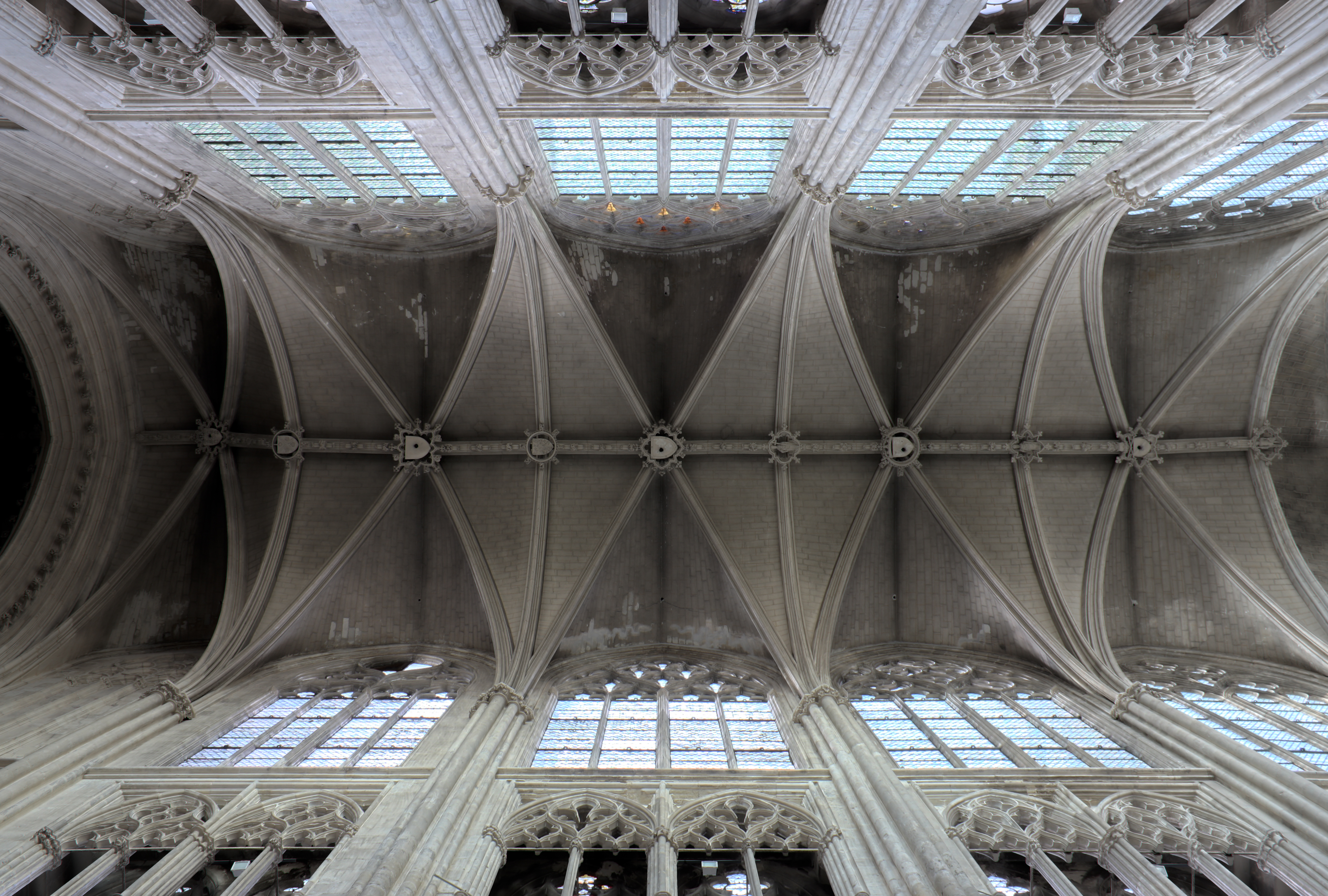
Mittelschiff des Langhauses

### Kreuzgang
Der nördlich an die Kathedrale anschließende Kreuzgang wird «Cloître de la Psalette» genannt («psalette» bedeutet „Chorschule“) und besteht aus drei Flügeln, der westliche ist Teil eines gotischen Gebäudes, der Nord- und Ostflügel befinden sich im Übergang von der Gotik zur Renaissance, der östliche hat ein Flachdach.

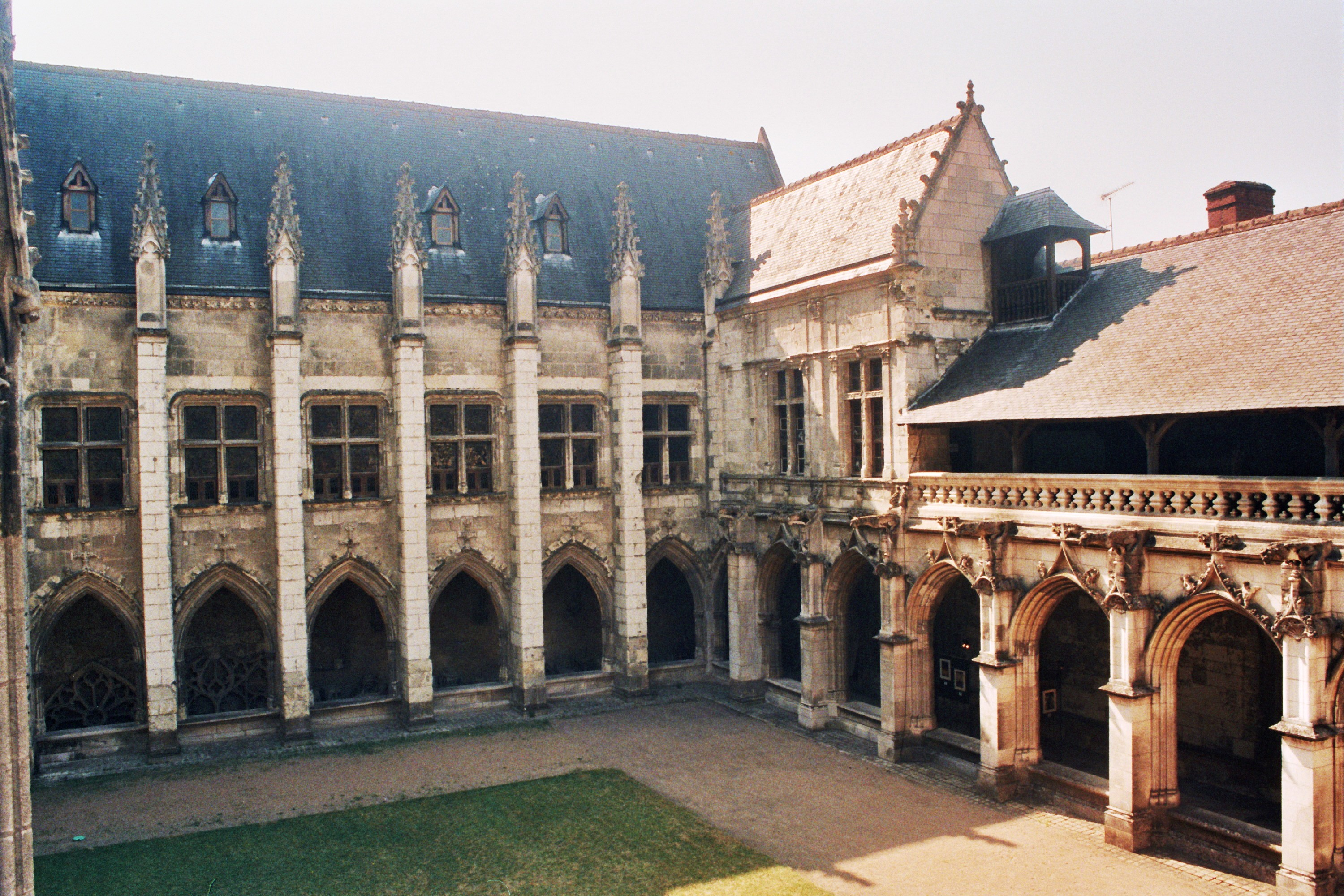
Nordwestecke des Kreuzgangs
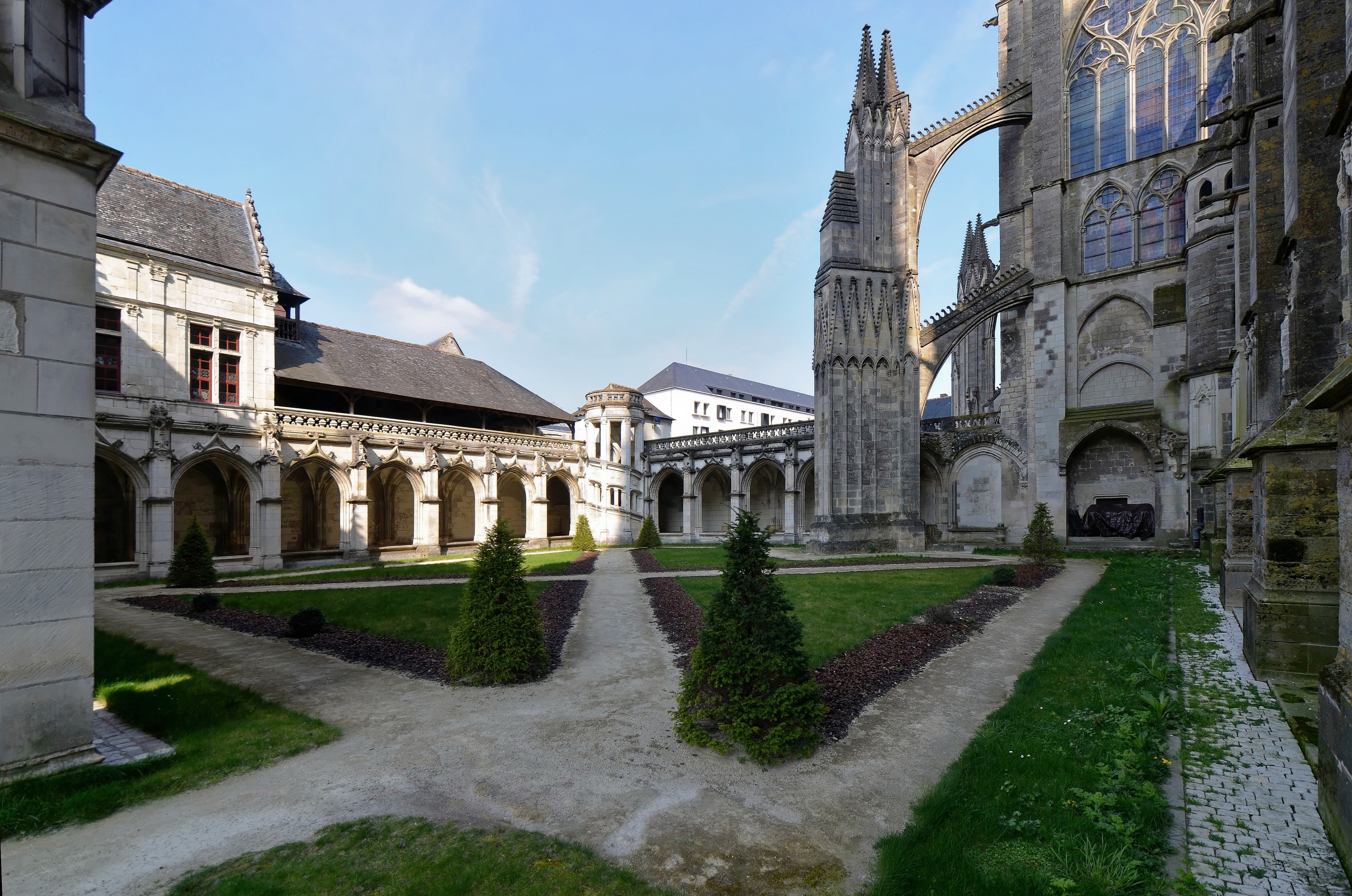
Nord- und Ostseite des Kreuzgangs

## Maße
- Länge des Hauptschiffs: 90 Meter
- Breite des Hauptschiffs: 32 Meter
- Höhe des Hauptschiffs: 29 Meter
- Länge des Querschiffs: 48 Meter
- Breite des Querschiffs: 10 Meter
- Höhe des Querschiffs: 29 Meter
- Höhe des Nordturms: 68 Meter
- Höhe des Südturms: 69 Meter

## Ausstattung und Fenster

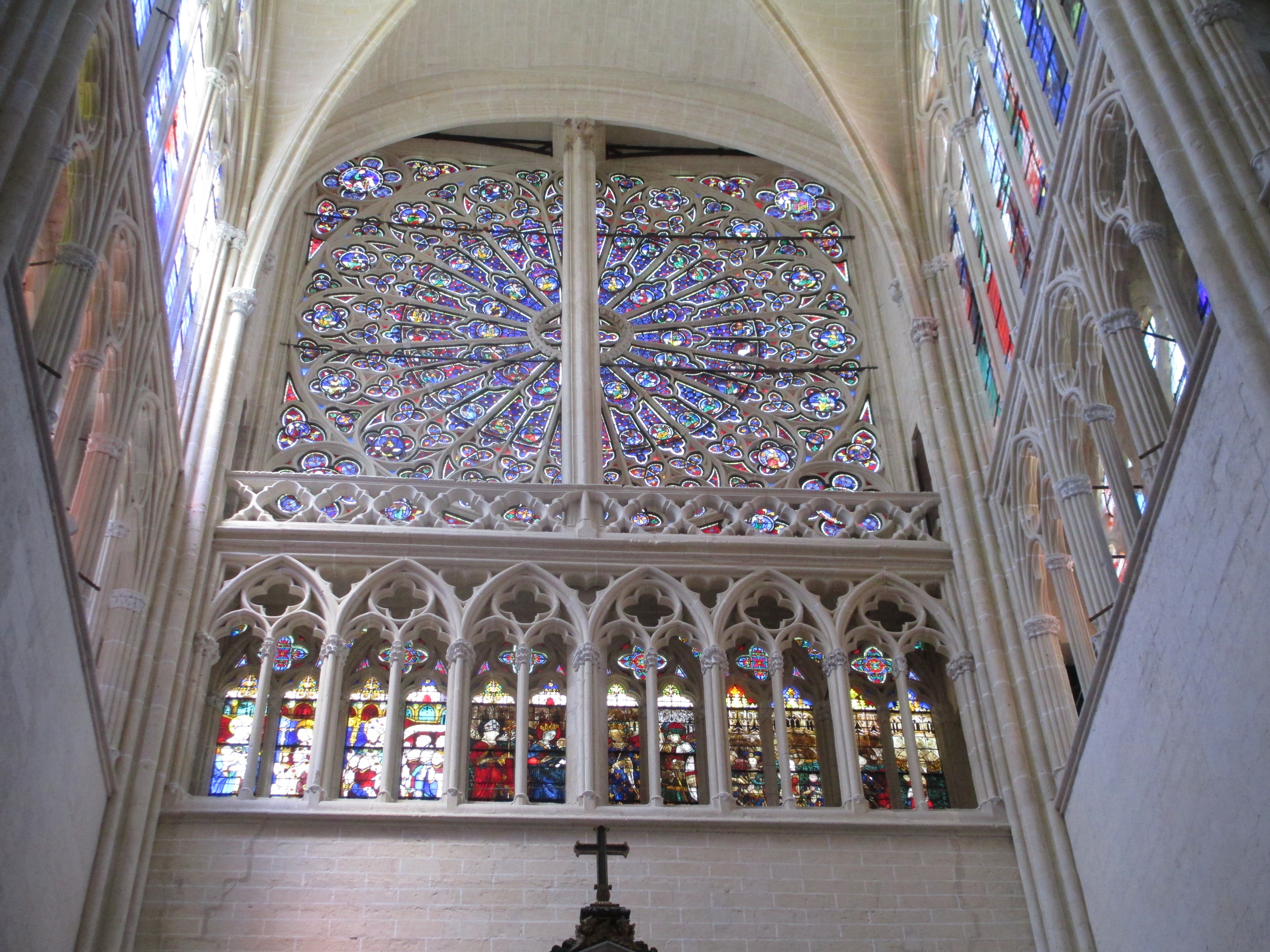
Flamboyant-Rosette im Westen

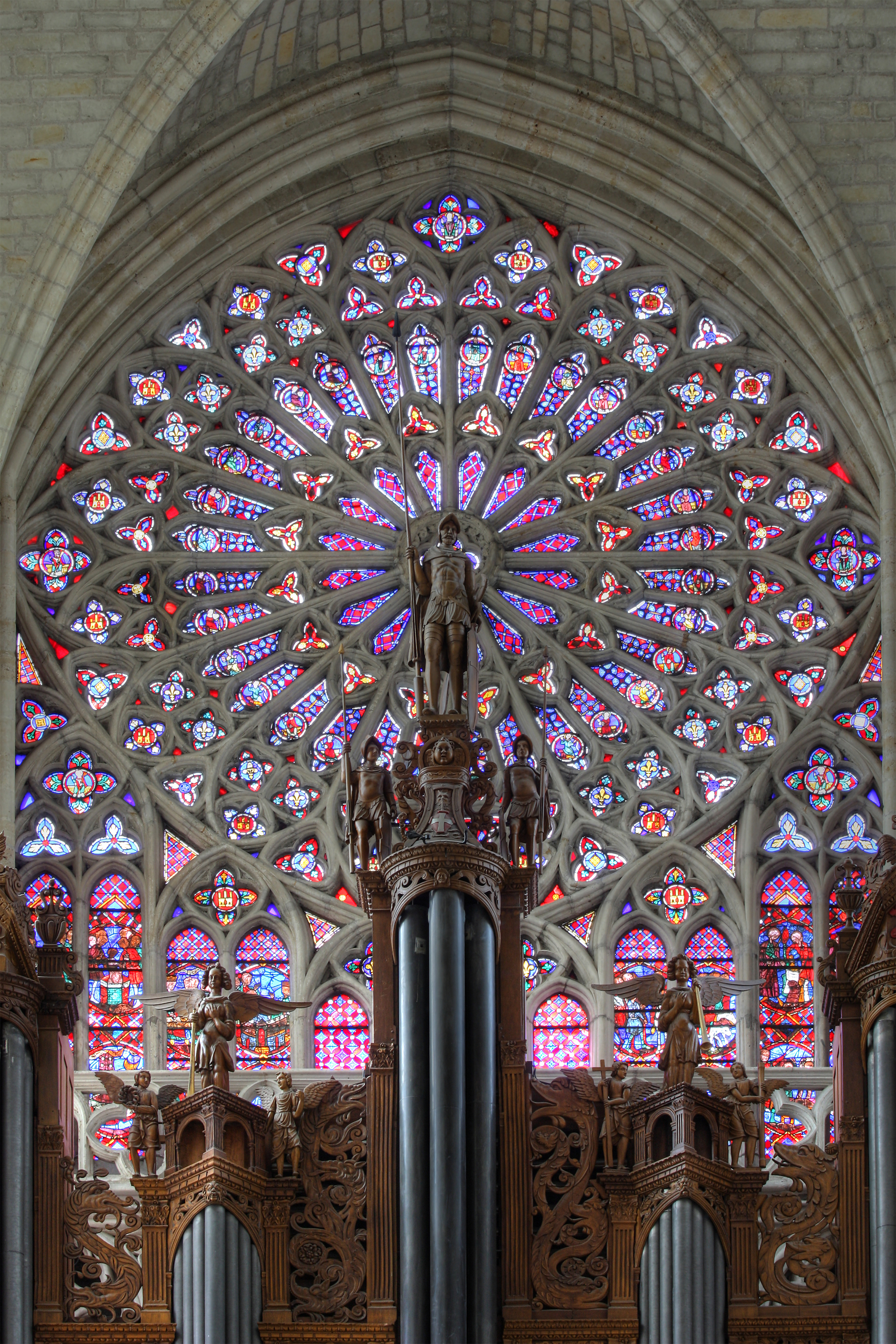
Rayonnant-Rosette und Orgel im Südquerhaus

1562 verwüsteten die bilderstürmenden Hugenotten Saint-Gatien und zerstörten dabei auch die Portalstatuen, die bis heute unersetzt geblieben sind. 36 heute in der Kathedrale befindliche Skulpturen wurden um 1850 von dem Bildhauer Toussaint gefertigt.
Die Glasfenster stellen den bemerkenswertesten Teil der Kathedrale dar. Die 15 prächtigen Fenster der Apsis und die darunterliegenden des Triforiums wurden zwischen 1265 und 1270 eingesetzt. Ihre Glasmalereien erzählen Heiligenlegenden, illustrieren die Erschaffung der Welt sowie die Passion Christi und stellen die Bischöfe von Tours dar. Die Fensterrose der Fassade stammt aus dem 15., die des Querschiffs aus dem 14. Jahrhundert.
In der ersten südlichen Chorkapelle steht das Marmorhochgrab (Anfang 16. Jahrhundert) für Charles-Orland und Charles, Söhne Karls VIII.

## Orgel
Die Orgel geht in Teilen zurück auf ein Instrument aus dem Jahre 1521, von dem heute noch das Orgelgehäuse stammt. Das Instrument wurde im Laufe der Zeit mehrfach restauriert und auch erweitert, etwa im Jahre 1762 um ein Rückpositiv und ein Echowerk. 1928–1929 wurde das Instrument noch einmal komplett reorganisiert und mit elektropneumatischen Trakturen ausgestattet. Die letzte Überarbeitung wurde 1992–1996 durch die Straßburger Orgelbaufirma Alfred Kern & fils vorgenommen.
Das Instrument hat heute 56 Register auf drei Manualen und Pedal.
| I Positif de Dos C–g3 |                |        |
| 1.                    | Montre         | 8′     |
| 2.                    | Bourdon        | 8′     |
| 3.                    | Flûte          | 8′     |
| 4.                    | Prestant       | 4′     |
| 5.                    | Flûte          | 4′     |
| 6.                    | Nazard         | 2 ⁄3′  |
| 7.                    | Doublette      | 2′     |
| 8.                    | Quarte         | 2′     |
| 9.                    | Tierce         | 1 3⁄5′ |
| 10.                   | Larigot        | 1 ⁄3′  |
| 11.                   | Fourniture III |        |
| 12.                   | Cymbale III    |        |
| 13.                   | Cornet V       |        |
| 14.                   | Cromorne       | 8′     |
| 15.                   | Voix humaine   | 8′     |
| 16.                   | Hautbois       | 8′     |
| 17.                   | Trompette      | 8′     |
| 18.                   | Clairon        | 4′     |
|                       | Tremblant      |        |

| II Grand Orgue C–g3 |                      |        |
| 19.                 | Montre               | 16′    |
| 20.                 | Bourdon              | 16′    |
| 21.                 | Montre               | 8′     |
| 22.                 | Bourdon              | 8′     |
| 23.                 | Viole de gambe       | 8′     |
| 24.                 | Prestant             | 4′     |
| 25.                 | Flûte                | 4′     |
| 26.                 | Grosse Tierce        | 3 1⁄5′ |
| 27.                 | Nazard               | 2 ⁄3′  |
| 28.                 | Doublette            | 2′     |
| 29.                 | Quarte               | 2′     |
| 30.                 | Tierce               | 1 3⁄5′ |
| 31.                 | Flageolet            | 1′     |
| 32.                 | Grande Fourniture II |        |
| 33.                 | Fourniture IV        |        |
| 34.                 | Cymbale V            |        |
| 35.                 | Grand Cornet V       |        |
| 36.                 | Bombarde             | 16′    |
| 37.                 | Trompette            | 8′     |
| 38.                 | Clairon              | 4′     |

| III Récit expressif C–g3 |                  |    |
| 39.                      | Gambe            | 8′ |
| 40.                      | Flûte harmonique | 8′ |
| 41.                      | Voix céleste     | 8′ |
| 42.                      | Bourdon          | 8′ |
| 43.                      | Flûte octaviante | 4′ |
| 44.                      | Octavin          | 2′ |
| 45.                      | Cornet V         |    |
| 46.                      | Basson-Hautbois  | 8′ |
| 47.                      | Voix humaine     | 8′ |
| 48.                      | Trompette        | 8′ |
| 49.                      | Clairon          | 4′ |
|                          | Trémolo          |    |

| Pédale C–f1 |           |     |
| 50.         | Soubasse  | 32′ |
| 51.         | Flûte     | 16′ |
| 52.         | Flûte     | 8′  |
| 53.         | Flûte     | 4′  |
| 54.         | Bombarde  | 16′ |
| 55.         | Trompette | 8′  |
| 56.         | Clairon   | 4′  |

## Glocken
Im Südturm hängen 4 historische Glocken.
| Nr. | Name        | Gießer              | Gussjahr | Durchmesser (mm) | Gewicht (kg) | Nominal (16tel) | Bemerkungen                                     |
| --- | ----------- | ------------------- | -------- | ---------------- | ------------ | --------------- | ----------------------------------------------- |
| 1   | Christus    | N. Mutel & N. Baret | 1749     |                  | 2850         | c1              | Ursprünglich in der Abtei Saint-Paul de Cormery |
| 2   | Maurice     | Bollée père et fils | 1864     |                  | 1750         | d1 -1           |                                                 |
| 3   | Gatien      | Bollée père et fils | 1864     |                  | 1310         | e1 +5           |                                                 |
| 4   | Martin      | unbekannt           | 14. Jhd. |                  |              | a1              |                                                 |
| I   | Uhrenglocke |                     | 1769     |                  |              | fis1            |                                                 |